# مارينا دي جياكومو
مارينا دي جياكومو (بالإسبانية: Marina Di Giácomo) هي لاعبة هوكي الحقل أرجنتينية، ولدت في 1976 في مندوزا في الأرجنتين.

## وصلات خارجية
- مارينا دي جياكومو على موقع أوليمبيديا (الإنجليزية)